# Vienna Vikings 2016
Questa voce raccoglie le informazioni riguardanti i Vienna Vikings nelle competizioni ufficiali della stagione 2016.

## Maschile

### Prima squadra

#### Austrian Football League 2016

##### Stagione regolare
| 28 marzo 2016 1ª giornata | Danube Dragons | 0 – 31 (0-7 0-10 0-7 0-7) | Vienna Vikings |  |

| Vienna 3 aprile 2016, ore 15:00 2ª giornata | Vienna Vikings | 16 – 7 (6-0 0-0 0-7 10-0) referto | Ljubljana Silverhawks | Stadion FAC (3000 spett.) |

| Lubiana 16 aprile 2016, ore 14:00 3ª giornata | Ljubljana Silverhawks | 14 – 25 (0-7 7-12 0-6 7-0) referto | Vienna Vikings | Športni Park Ljubljana (600 spett.) |

| 1º maggio 2016 4ª giornata | Vienna Vikings | 28 – 16 (7-0 14-3 7-0 0-13) | Cineplexx Blue Devils |  |

| 14 maggio 2016 5ª giornata | Prague Black Panthers | 0 – 49 (0-21 0-0 0-21 0-7) | Vienna Vikings |  |

| 22 maggio 2016 6ª giornata | Vienna Vikings | 7 – 30 (0-7 0-17 0-3 7-3) | Tirol Raiders | (2500 spett.) |

| 28 maggio 2016 7ª giornata | AFC Rangers Mödling | 37 – 49 (7-10 14-10 7-15 9-14) | Vienna Vikings | (1800 spett.) |

| 5 giugno 2016 8ª giornata | Vienna Vikings | 21 – 16 (0-7 7-3 7-0 7-6) | Danube Dragons | (2130 spett.) |

| 19 giugno 2016 9ª giornata | Vienna Vikings | 13 – 14 (3-0 3-0 0-0 7-14) | Graz Giants |  |

| 25 giugno 2016 10ª giornata | Tirol Raiders | 49 – 7 (7-0 21-7 7-0 14-0) | Vienna Vikings |  |

##### Playoff
| 10 luglio 2016 Wild Card | Vienna Vikings | 30 – 13 (0-0 7-7 8-0 15-6) | Danube Dragons | (1000 spett.) |

| 16 luglio 2016 Semifinale | Graz Giants | 7 – 3 (0-0 7-3 0-0 0-0) | Vienna Vikings |  |

#### BIG6 European Football League 2016

##### Stagione regolare
| Aix-en-Provence 9 aprile 2016, ore 18:00 1ª giornata | Argonautes d'Aix-en-Provence | 0 – 42 (0-7 0-7 0-21 0-7) | Vienna Vikings | Complex Sportive Maurice David (500 spett.) |
| \| \| \| \| \| \| Allenatori \| Chris Calaycay \|    |                              |                           |                |                                             |
|                                                      |                              |                           |                |                                             |
|                                                      | Allenatori                   | Chris Calaycay            |                |                                             |

| Vienna 24 aprile 2016, ore 15:00 2ª giornata      | Vienna Vikings | 14 – 21 (7-7 0-0 0-7 7-7) | New Yorker Lions | FAC-Platz (2.000 spett.) |
| \| \| \| \| \| Chris Calaycay \| Allenatori \| \| |                |                           |                  |                          |
|                                                   |                |                           |                  |                          |
| Chris Calaycay                                    | Allenatori     |                           |                  |                          |

#### Statistiche di squadra
| Competizione             | %Vittorie | In casa | In casa | In casa | In casa | In casa | In casa | In trasferta | In trasferta | In trasferta | In trasferta | In trasferta | In trasferta | Totale | Totale | Totale | Totale | Totale | Totale |
| Competizione             | %Vittorie | G       | V       | N       | P       | Pf      | Ps      | G            | V            | N            | P            | Pf           | Ps           | G      | V      | N      | P      | Pf     | Ps     |
| ------------------------ | --------- | ------- | ------- | ------- | ------- | ------- | ------- | ------------ | ------------ | ------------ | ------------ | ------------ | ------------ | ------ | ------ | ------ | ------ | ------ | ------ |
| AFL - Stagione regolare  | .700      | 5       | 3       | 0       | 2       | 85      | 83      | 5            | 4            | 0            | 1            | 161          | 100          | 10     | 7      | 0      | 3      | 246    | 183    |
| AFL - Playoff            | .500      | 1       | 1       | 0       | 0       | 30      | 13      | 1            | 0            | 0            | 1            | 3            | 7            | 2      | 1      | 0      | 1      | 33     | 20     |
| BIG6 - Stagione regolare | .500      | 1       | 0       | 0       | 1       | 14      | 21      | 1            | 1            | 0            | 0            | 42           | 0            | 2      | 1      | 0      | 1      | 56     | 21     |
| Totale                   | .643      | 7       | 4       | 0       | 3       | 129     | 117     | 7            | 5            | 0            | 2            | 206          | 107          | 14     | 9      | 0      | 5      | 335    | 224    |

### Seconda squadra

#### AFL - Division I 2016

##### Stagione regolare
| 26 marzo 2016 1ª giornata | Vienna Vikings 2 | 14 – 20 (d.t.s.) (0-0 6-6 0-8 8-0 0-6) | Sankt Pölten Invaders |  |

| 10 aprile 2016 2ª giornata | Budapest Wolves | 55 – 41 (24-13 10-0 7-14 14-14) | Vienna Vikings 2 |  |

| 23 aprile 2016 3ª giornata | Vienna Vikings 2 | 0 – 20 (0-7 0-0 0-7 0-6) | Vienna Knights |  |

| 14 maggio 2016 5ª giornata | Vienna Vikings 2 | 44 – 23 (18-2 16-7 3-0 7-14) | Budapest Wolves |  |

| 22 maggio 2016 6ª giornata | Bratislava Monarchs | 42 – 7 (14-0 21-0 7-0 0-7) | Vienna Vikings 2 |  |

| 4 giugno 2016 8ª giornata | Sankt Pölten Invaders | 20 – 14 (7-7 7-7 0-0 6-0) | Vienna Vikings 2 |  |

| 11 giugno 2016 9ª giornata | Vienna Vikings 2 | 20 – 36 (0-8 0-7 7-14 13-7) | Bratislava Monarchs |  |

| 2 luglio 2016 12ª giornata | Vienna Knights | 38 – 0 | Vienna Vikings 2 |  |

#### Statistiche di squadra
| Competizione | %Vittorie | In casa | In casa | In casa | In casa | In casa | In casa | In trasferta | In trasferta | In trasferta | In trasferta | In trasferta | In trasferta | Totale | Totale | Totale | Totale | Totale | Totale |
| Competizione | %Vittorie | G       | V       | N       | P       | Pf      | Ps      | G            | V            | N            | P            | Pf           | Ps           | G      | V      | N      | P      | Pf     | Ps     |
| ------------ | --------- | ------- | ------- | ------- | ------- | ------- | ------- | ------------ | ------------ | ------------ | ------------ | ------------ | ------------ | ------ | ------ | ------ | ------ | ------ | ------ |
| Campionato   | .125      | 4       | 1       | 0       | 3       | 78      | 99      | 4            | 0            | 0            | 4            | 62           | 155          | 8      | 1      | 0      | 7      | 140    | 254    |
| Totale       | .125      | 4       | 1       | 0       | 3       | 78      | 99      | 4            | 0            | 0            | 4            | 62           | 155          | 8      | 1      | 0      | 7      | 140    | 254    |

### Terza squadra

#### AFL - Division IV 2016

##### Stagione regolare
| 2 aprile 2016 2ª giornata | Vikings Super Seniors | 0 – 41 (0-0 0-27 0-0 014) | Pannonia Eagles |  |

| 16 aprile 2016 3ª giornata | Air Force Hawks | 8 – 10 (0-7 0-3 8-0 0-0) | Vikings Super Seniors |  |

| 23 aprile 2016 4ª giornata | Vikings Super Seniors | 0 – 42 (0-7 0-14 0-14 0-7) | Styrian Hurricanes |  |

| 15 maggio 2016 7ª giornata | Pannonia Eagles | 41 – 0 (0-0 14-0 13-0 14-0) | Vikings Super Seniors |  |

| 28 maggio 2016 9ª giornata | Vikings Super Seniors | 7 – 9 (0-0 0-3 0-6 7-0) | Air Force Hawks |  |

| 18 giugno 2016 12ª giornata | Carnuntum Legionaries | 12 – 19 (d.t.s.) (0-0 12-0 0-12 0-0 0-7) | Vikings Super Seniors |  |

#### Statistiche di squadra
| Competizione | %Vittorie | In casa | In casa | In casa | In casa | In casa | In casa | In trasferta | In trasferta | In trasferta | In trasferta | In trasferta | In trasferta | Totale | Totale | Totale | Totale | Totale | Totale |
| Competizione | %Vittorie | G       | V       | N       | P       | Pf      | Ps      | G            | V            | N            | P            | Pf           | Ps           | G      | V      | N      | P      | Pf     | Ps     |
| ------------ | --------- | ------- | ------- | ------- | ------- | ------- | ------- | ------------ | ------------ | ------------ | ------------ | ------------ | ------------ | ------ | ------ | ------ | ------ | ------ | ------ |
| Campionato   | .333      | 3       | 0       | 0       | 3       | 7       | 92      | 3            | 2            | 0            | 1            | 29           | 61           | 6      | 2      | 0      | 4      | 36     | 153    |
| Totale       | .333      | 3       | 0       | 0       | 3       | 7       | 92      | 3            | 2            | 0            | 1            | 29           | 61           | 6      | 2      | 0      | 4      | 36     | 153    |

## Femminile

### AFL - Division Ladies 2016

#### Stagione regolare
| 3 settembre 2016 1ª giornata | Danube Dragons Ladies | 6 – 33 | Vienna Vikings Ladies |  |

| 10 settembre 2016 2ª giornata | Vienna Vikings Ladies | 22 – 0 | Budapest Wolves Ladies |  |

| 18 settembre 2016 3ª giornata | Budapest Wolves Ladies | 0 – 23 | Vienna Vikings Ladies |  |

| 9 ottobre 2016 6ª giornata | Vienna Vikings Ladies | 35 – 0 | Danube Dragons Ladies |  |

#### Playoff
| 23 ottobre 2016 Semifinale | Vienna Vikings Ladies | 38 – 0 | Schwaz Hammers Ladies |  |

| 30 ottobre 2016 Ladies Bowl | Vienna Vikings Ladies | 31 – 0 | Budapest Wolves Ladies |  |

### Statistiche di squadra
| Competizione | %Vittorie | In casa | In casa | In casa | In casa | In casa | In casa | In trasferta | In trasferta | In trasferta | In trasferta | In trasferta | In trasferta | Totale | Totale | Totale | Totale | Totale | Totale |
| Competizione | %Vittorie | G       | V       | N       | P       | Pf      | Ps      | G            | V            | N            | P            | Pf           | Ps           | G      | V      | N      | P      | Pf     | Ps     |
| ------------ | --------- | ------- | ------- | ------- | ------- | ------- | ------- | ------------ | ------------ | ------------ | ------------ | ------------ | ------------ | ------ | ------ | ------ | ------ | ------ | ------ |
| Campionato   | 1.000     | 2       | 2       | 0       | 0       | 57      | 0       | 2            | 2            | 0            | 0            | 56           | 6            | 4      | 4      | 0      | 0      | 113    | 6      |
| Playoff      | 1.000     | 2       | 2       | 0       | 0       | 69      | 0       | 0            | 0            | 0            | 0            | 0            | 0            | 2      | 2      | 0      | 0      | 69     | 0      |
| Totale       | 1.000     | 4       | 4       | 0       | 0       | 126     | 0       | 2            | 2            | 0            | 0            | 56           | 6            | 6      | 6      | 0      | 0      | 182    | 6      |